# Christoph Harant von Polschitz und Weseritz

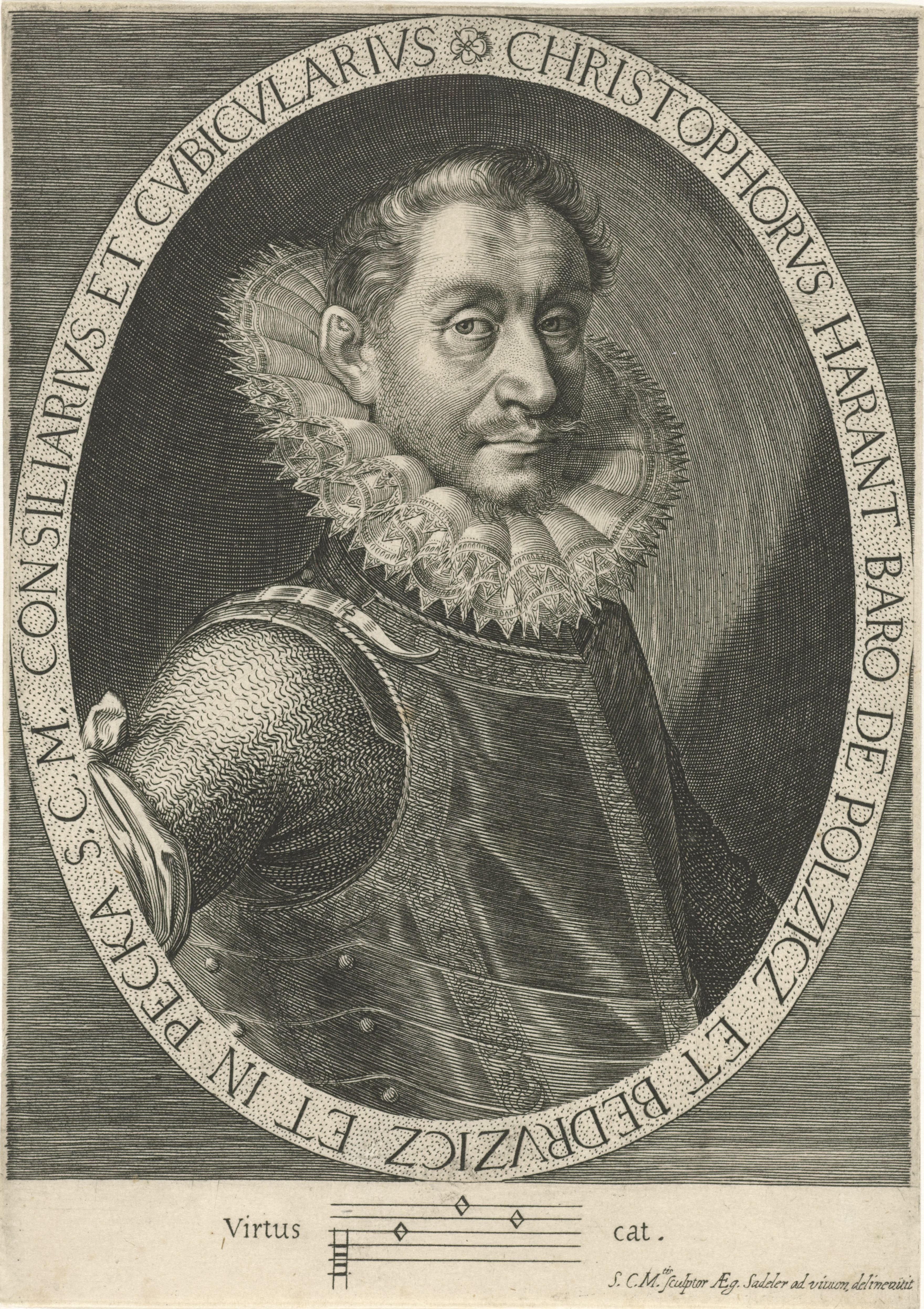
Christoph Harant von Polschitz und Weseritz

Freiherr Christoph Harant von Polschitz und Weseritz auf Pecka (tschechisch Kryštof Harant z Polžic a Bezdružic na Pecce; * 1564 Schloss Klenová/Klenau bei Klatovy/Klattau; † 21. Juni 1621 Prag) war ein böhmischer Adeliger, kaiserlicher Kämmerer, Komponist, Schriftsteller, Orientreisender, Humanist und eine der bekanntesten Persönlichkeiten Böhmens am Ende des 16. und am Anfang des 17. Jahrhunderts.

## Herkunft
Christoph Harant von Pollschitz und Weseritz stammte aus einem böhmischen Uradelsgeschlecht vom Stammhaus Weseritz (Bezdruzicz) im Pilsner Kreis. Entgegen der Stammtafel aus den Denkwürdigkeiten Christoph-Wilhelm Freiherr Harrant von Pollschitz ex 1631, dem nicht nachweisbaren Harant von Pollschitz im Jahr 1336, erscheint urkundlich zuerst 1330 Wissemir von Bezdruzicz und dessen mutmaßlicher Sohn Bussek von Bezdruzicz, nach 1379 verstorben, mit dem Hahn im Wappen. Die Stammfolge seiner Familie beginnt mit Lipolt dem Älteren Harant von Weseritz, vielleicht ein Sohn des vorigen Bussek. Mit den Brüdern Heinrich, Johann und Christoph Har(r)ant von Pollschitz und Weseritz erreichte die Familie, datiert Prag 1601, den böhmischen Herrenstand. Das Familienwappen zeigte einen in Rot schreitenden silbernen Hahn, die Schwanzfedern schwarz. Kleinod: der Hahn auf der Helmkrone. Decken: roth-silbern.

## Familie und Angehörige
Christoph Freiherr Harant von Pollschitz und Weseritz (datiert 1601) (1564–1621) war ein Sohn aus der ersten Ehe des Heinrich Freiherr Harant von Pollschitz und Weseritz (datiert 1601) († 1603) mit Anna Janowsky von Janowitz († 1566), Schwester der vierten Ehefrau seines Vaters Georg, Tochter des Heinrich Ritter Janowsky von Janowitz und der Eva Wanieczky von Gemnisst(ky) und ein Enkel des Georg, auf Klenau und Teinitzl (* um 1532, † 1584) und dessen Ehefrau der ersten Ehe Anna Rochecz von Utow († 1552).
Christoph Harant von Pollschitz und Weseritz war verehelicht
- in 1. Ehe 1589 mit Anna Eva Czernin von und zu Chudenitz, Tochter des Humprecht Czernin von Chudenicz und der Magdalena Raupowsky von Raupow und hatte aus dieser Ehe den Sohn Wilhelm Humprecht († 1599).
- in 2. Ehe 1604 mit Barbara, verwitwete Sskopek von Albo-Otradowicz (z Bilych Otradowicz), geborene Mirkowsky von Tropczicz, Herrin der Burg Pecka, Tochter des Wilhelm des Älteren Ritter Mirkowsky von Tropczicz und der Rosina Bock von Hermsdorf auf Hohenelbe;
- in 3. Ehe 1608 mit Anna Salomena Hradisstsky von Horowicz und hatte aus dieser Ehe den Sohn Johann Wilhelm († vor 1644), auf Starkenbach, kaiserlicher Hauptmann, verehelicht 1634 mit Barbara Elisabeth Freiin Krineczky von Ronow, deren Nachkommen die Stammlinie fortsetzen und deren nachweisbare Lebenspur sich nach dem 18. Jahrhundert verliert.

## Leben und Wirken

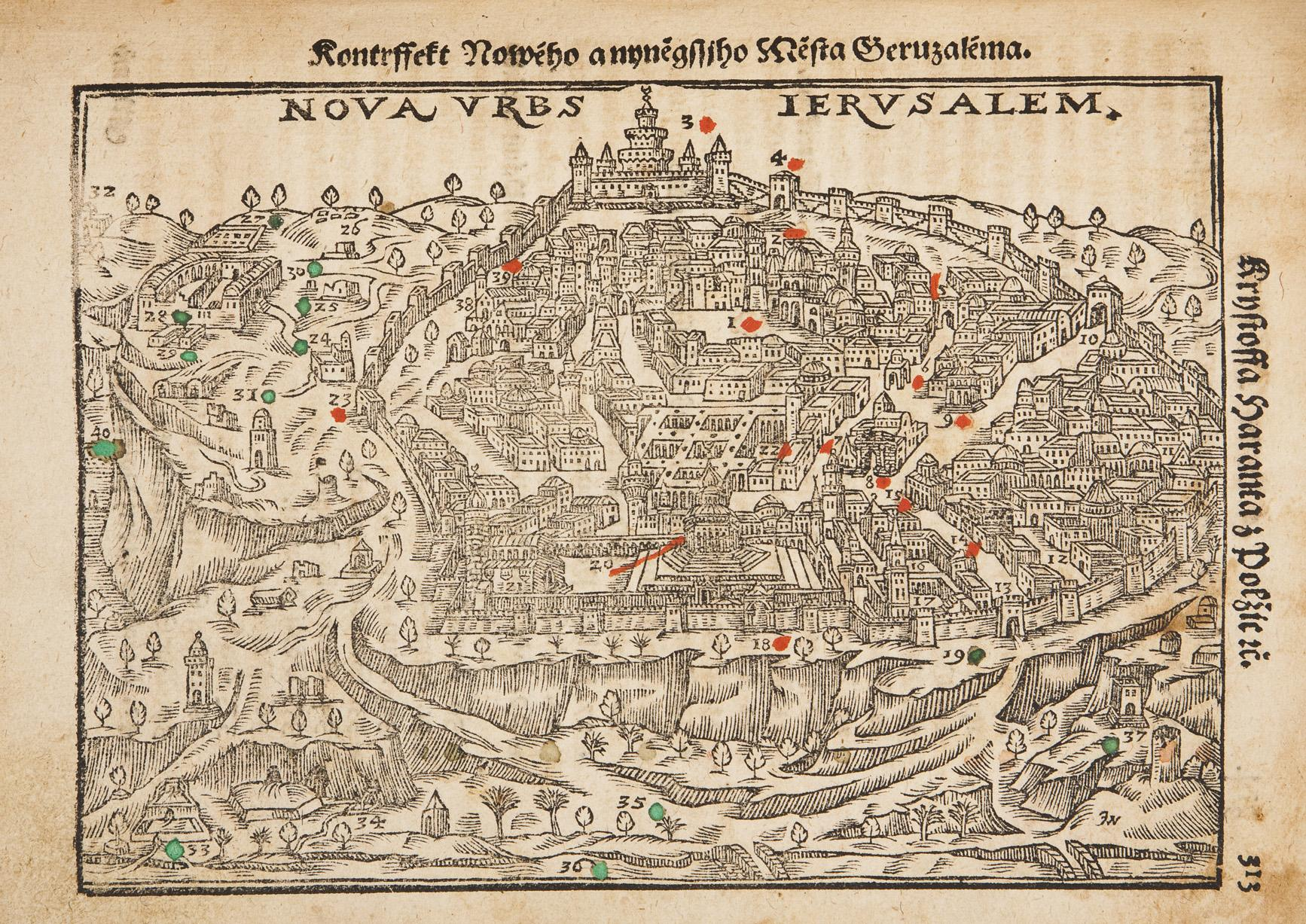
Jerusalem, Illustration in Christoph Harants Reisebericht

Sein Wissen eignete sich der junge Christoph Harant in Innsbruck als Page des Erzherzogs Ferdinand von Tirol an. Innerhalb kurzer Zeit lernte er sieben Sprachen und interessierte sich für Musik, Geschichte, Erdkunde, Kunst und Gemeindewesen. 1584 kehrte er nach Böhmen zurück, versuchte vergeblich eine Position am Hof des Kaisers Rudolf II. zu bekommen und nahm 1593 bis 1597 am Langen Türkenkrieg gegen das Osmanische Reich teil.
1589 heiratete er Eva Czernin von Chudenitz, die ihm einen Sohn gebar, der aber bereits 1599 starb. Später heiratete Christoph noch zweimal. Die Kinder ließ er von seiner Verwandten Ludmila Markvartová z Hrádku (Markwart von Hradek) erziehen und unternahm eine Reise nach Palästina, wo er mit seinem Schwager Hermann Czernin von Chudenitz das Grab des Jesus von Nazaret besuchen wollte. Unterwegs besuchten sie die Republik Venedig und 1598 Ägypten.

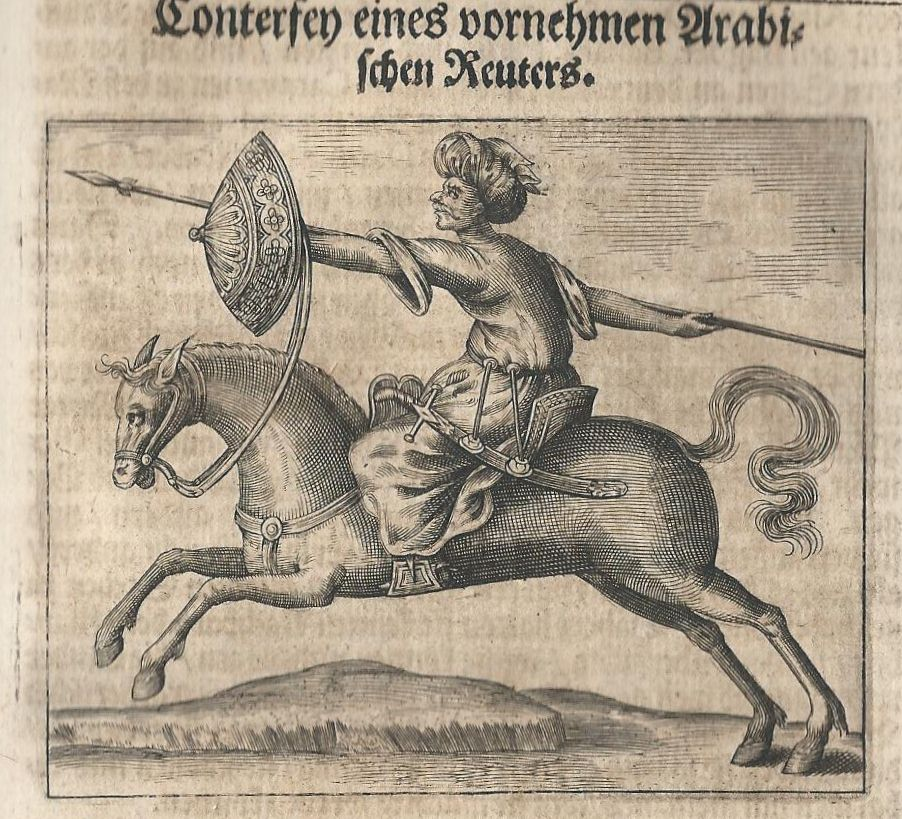
Conterfey eines vornehmen Arabischen Reuters. (In: Der Christliche Ulysses, 1678)

Die Erlebnisse dieser Reise inspirierten Christoph Harant zu einer Publikation, die 1608 auf Tschechisch erschien. 1638 übersetzte sein Bruder Johann Georg (1550–1651) den Text ins Deutsche; dessen Sohn Christoph Wilhelm Harant von Polschitz (1617–1691) ließ 1678 die deutsche Fassung unter dem Titel Der Christliche Ulysses in Nürnberg drucken.
Nach seiner Rückkehr von der Orientreise wurde Christoph Harant von Pollschitz und Weseritz 1599 in den Dienst des Kaisers aufgenommen und erhielt gleichzeitig den Adelsstand bestätigt. 1601 wurde er zum Hofrat und kaiserlichen Kämmerer ernannt. Als Hofrat war er unter dem Nachfolger Rudolfs II., dem Kaiser Matthias, tätig. Als der kaiserliche Hof ab 1612 allmählich von Prag nach Wien zog, begab sich Christoph (Kryštof) Har(r)ant auf die Burg Pecka und widmete sich dort einige Jahre den musischen Künsten. In dieser Zeit entwickelte er sich zu einem anerkannten Komponisten.
1618 konvertierte er vom katholischen zum protestantischen Glauben, kehrte nach Prag zurück und stellte sich während des Ständeaufstandes in Böhmen an die Seite des rebellierenden Adels. 1619 wurde er Kommissar der Militäreinheit von Boleslav (Jungbunzlau), Kouřim (Kaurzim) und Hradec Králové (Königgrätz) und beteiligte sich mit einer 15.000 Mann starken Söldnerheeresgruppe am erfolglosen Zug gegen Wien.
Nachdem Friedrich V. von der Pfalz zum König von Böhmen gewählt worden war, wurde Christoph Harant zum Geheimen Rat und Präsidenten der böhmischen Kammer ernannt; diese Ämter hatte er jedoch nicht lange inne. Nach der Niederlage Friedrichs in der Schlacht am Weißen Berg bei Prag und der Rückkehr des Kaisers Ferdinand II. auf den böhmischen Thron zog er sich auf die Burg Pecka zurück. Dort wurde er von Wallenstein gefangen genommen, nach Prag gebracht und inhaftiert. Als einer von siebenundzwanzig aufständischen böhmischen Würdenträgern wurde er zum Tode verurteilt und am 21. Juni 1621 durch den Henker Jan Mydlář am Altstädter Ring (Staroměstské náměstí) in Prag hingerichtet.
Seine Witwe, Ehefrau der 3. Ehe, Anna Salomena, geborene Hradisstsky von Horzowicz, heiratete 1625 Hermann Czernin von Chudenitz, Oberstkämmerer, Oberstlandrichter und Erblandhofmeister im Königreich Böhmen und verstarb 1632.
Der Asteroid (17702) Kryštofharant ist nach ihm benannt.

## Publikationen

### Literarische Werke
- Putování aneb cesta z Království českého do Benátek, odtud po moři do země Svaté, země judské a dále do Egypta (erschienen 1608); deutsche Ausgabe: Der Christliche Ulysses, Nürnberg 1678 (Digitalisat).

### Musikalische Werke
- Missa quinis vocibus super Dolorosi martir
- Motet Maria Kron, die Engel schon
- Motet Qui confidunt in Domino